# Elvira Notari
Maria Elvira Giuseppa Coda, més coneguda com a Elvira Notari (10 de febrer de 1875, Salern, Itàlia - 17 de desembre de 1946, Cava de'Tirreni, Itàlia) va ser una directora de cinema italiana, considerada la primera coneguda i prolífica a nivell nacional i una de les pioneres del cinema al panorama internacional. Se l'acredita com la primera dona que va fer més de 60 llargmetratges i uns 100 curtmetratges i documentals, la majoria d'ells inspirats en Nàpols, entre el 1906 i el 1929. La seva obra es considera el precedent del Neorealisme.

## Trajectòria

### Primers anys
Va néixer el 1875 a Salern, filla de Diego Coda i Agnese Vignes. Va anar a l'Escola Normal, on es va formar abans de marxar a Nàpols amb la seva família el 1902. A la capital de la Campània va exercir com a modista. L'agost del mateix any es va casar amb Nicola Notari, pintor i fotògraf. El 1903 la família va fundar Dora Film.

### Del laboratori de fotografia al cinema
Tot i que Dora Film va començar sent un petit laboratori de fotografia, l'empresa va destacar pels seus títols de pel·lícules pintats a mà, anomenats Cinecittà. El 1912 van construir un teatro di posa o escenari i  una escola per a actors amateurs. Nicola Notari era el càmera, mentre que Elvira dirigia i escrivia els guions de les pel·lícules. La majoria de la seva producció inicial van ser curtmetratges que s'exhibien a les sales de cinema en acabar les pel·lícules i sovint estaven protagonitzats per Eduardo, el fill de la parella, que també va ser un dels primers nens actors de cinema d'Itàlia amb el pseudònim de Gennariello.
Més endavant, Elvira Notari va voler explicar les històries del seu entorn, a Nàpols. És per això que la seva producció cinematogràfica cobreix temes tan diversos com històries de feminicidis, prostitució, famílies dividides, embarassos il·legítims i altres relats que sovint s'ocultaven a la societat. Construeix els relats a partir de novel·les romàntiques i de les notícies de crims de la ciutat,creant entre 1916 i 1930 una vasta producció d'uns 60 llargmetratges i un centenar de curtmetratges i documentals.
A la dècada dels anys vint els Notari van començar a distribuir els seus llargmetratges als Estats Units, perquè la censura va impedir la circulació d'aquests a Itàlia feixista. Així, Dora Film va aconseguir obrir una seu a Nova York, a la zona coneguda com Little Italy, on els immigrants italians nostàlgics anaven a veure les pel·lícules arribades sovint de manera clandestina i sortejant la vigilància i censura de Mussolini.
Les pel·lícules de Notari es caracteritzaven pel seu realisme, una característica que demanava als actors que apareixien a les seves produccions. Entre les persones destacades hi havia els actors Tina Pica i Carlo Pisacane, però també persones del seu voltant com ara Rosè Angione, la mestra del fill dels Notari, que va interpretar molts papers de femme fatale amb una bellesa completament oposada a la de les dives del cinema italià propagandístic del règim.
La censura va acabar causant molts problemes a la productora de Notari; des d'intents legals per cancel·lar el rodatge de les seves pel·lícules a la prohibició expressa de l'ús de temes com el suïcidi o de variants lingüístiques com el napolità. L'intervenció cada vegada més punyent del feixisme sobre les seves obres va fer que Notari fes un canvi en la seva producció, abandonant alguns elements característics com la música cantada en viu per a les seves pel·lícules i evolucionant cap a un cinema amb un so més semblant a les produccions de Hollywood. El llargmetratge Napoli terra d’amore (1928) ja incorporava actuacions de Gennariello com a músic de jazz i va ser un fracàs entre el seu públic.
La productora Dora Film va tancar les portes el 1930, incapaç de fer front a la censura. La família es va retirar a Cava de'Tirreni, on Elvira Notari va morir el 1946.

### Llegat
Els primers estudis sobre l'obra de Notari van publicar-se el 1989 per Enza Troianelli. Més endavant Giuliana Bruno i Chiara Ricci també van fer les seves aportacions a la recerca.
La majoria de l'obra d'Elvira Notari es va perdre, però amb el temps s'han anat recuperant algunes de les seves produccions, que es conserven de manera fragmentària. Entre 2007 i 2008, es va restaurar el film Santanotte (1922) després de trobar una còpia distribuïda als Estats Units.

## Filmografia[14]
| Any  | Títol                                     | Contribució                             | Notes                  |
| ---- | ----------------------------------------- | --------------------------------------- | ---------------------- |
| 1911 | Maria Rosa di Santa Flavia                | Directora, actriu                       | Curtmetratge           |
| 1911 | Carmela la pazza                          | Directora                               | Curtmetratge           |
| 1911 | Bufera d'anime                            | Directora, actriu                       | Curtmetratge           |
| 1912 | La figlia del Vesuvio                     | Directora                               | Curtmetratge           |
| 1912 | Eroismo di un aviatore militare a Tripoli | Directora, actriu                       | Curtmetratge           |
| 1913 | Povera Tisa, povera madre!                | Directora, actriu                       | Curtmetratge           |
| 1913 | I nomadi                                  | Directora                               | Curtmetratge           |
| 1913 | Il tricolore                              | Directora, actriu                       | Curtmetratge           |
| 1914 | Ritorna all'onda                          | Directora, actriu, guionista            | Curtmetratge           |
| 1914 | La fuga del gatto                         | Directora                               | Curtmetratge           |
| 1915 | Sempre avanti, Savoia!                    | Directora                               |                        |
| 1916 | Gloria ai caduti                          | Directora                               |                        |
| 1916 | Carmela, la sartina di Montesanto         | Directora                               |                        |
| 1916 | Ciccio, il pizzaiuolo del Carmine         | Directora                               |                        |
| 1917 | Il nano rosso                             | Director                                |                        |
| 1917 | Mandolinata a mare                        | Director                                |                        |
| 1917 | La maschera del vizio                     | Directora, actriu                       |                        |
| 1917 | 'E Scugnizze                              | Directora                               |                        |
| 1918 | Il barcaiuolo d'Amalfi                    | Directora                               |                        |
| 1918 | Pusilleco addiruso                        | Directora                               | Curtmetratge           |
| 1918 | Gnesella                                  | Directora                               |                        |
| 1919 | Chiarina la modista                       | Directora                               |                        |
| 1919 | Gabriele, il lampionaro di porto          | Directora                               |                        |
| 1919 | Medea di Portamedina                      | Directora                               |                        |
| 1920 | A Piedigotta                              | Directora, guionista                    | Curtmetratge           |
| 1920 | 'A Legge                                  | Directora                               |                        |
| 1921 | 'O munaciello                             | Directora                               |                        |
| 1921 | Gennariello polizziotto                   | Directora                               |                        |
| 1921 | Luciella                                  | Directora                               |                        |
| 1921 | Gennariello, il figlio del galeotto       | Directora                               |                        |
| 1922 | Il miracolo della Madonna di Pompei       | Directora                               |                        |
| 1922 | 'A Santanotte                             | Directora                               | Pel·lícula Conservat   |
| 1922 | E'Piccerella                              | Directora, guionista                    | Curtmetratge Conservat |
| 1923 | Sotto San Francisco                       | Directora                               | Curtmetratge           |
| 1923 | 'O cuppè d'a morte                        | Directora                               |                        |
| 1924 | Brother's Heart                           | Directora                               |                        |
| 1924 | A Marechiare 'nce sta 'na fenestra        | Directora                               |                        |
| 1924 | 'Nfama                                    | Directora                               |                        |
| 1925 | Mettete l'avocato                         | Directora                               |                        |
| 1927 | Fantasia 'e surdate                       | Directora, actriu, editora i productora | Curtmetratge           |
| 1927 | L'Italia s'è desta                        | Directora                               |                        |
| 1928 | Napoli Terra d'Amore                      | Directora                               |                        |
| 1928 | Duie Paravise                             | Directora                               |                        |
| 1929 | Napoli sirena della canzone               | Directora                               |                        |